# Jochen Dauer
Jochen Dauer, född den 10 januari 1952 i Lichtenfels, Bayern är en tysk racerförare och grundare av sportbilstillverkaren Dauer Sportwagen.